# Кактак-Чан-Чаки
Кактак-Чан-Чаки — последний известный правитель Саальского царства древних майя со столицей в Наранхо.

## Биография
Предшественником Кактак-Чан-Чаки является Вашаклахун-Убах-Кавиль.
Кактак-Чан-Чаки упоминается на алтаре, датируемый 842 годом. Во второй половине IX века Саальское царство превратилось в безлюдные руины. Есть предположение, что саальские цари перенесли свою столицу в Шунантунич, расположенный в 13 км к юго-востоку от Наранхо, правители которого использовали эмблемный иероглиф Сааля. Но также большинство исследователей считает, что в Шунантуниче правила одна из ветвей саальской династии.